# Connee Boswell
Constance Foore Boswell, detta Connee (Kansas City, 3 dicembre 1907 – Manhattan, 11 ottobre 1976), è stata una cantante statunitense.
Con le sorelle Martha (1905-1958) e Helvetia "Vet" (1911-1988) ha fatto parte di un trio vocale chiamato The Boswell Sisters attivo tra la fine degli anni '20 e gli '30.

## Discografia
- Bing and Connee (Decca, 1952)
- Connee (Decca, 1956)
- Connee Boswell and the Original Memphis Five in Hi-Fi (RCA Victor, 1957)
- The New Sound of Connee Boswell: Sings the Rodgers & Hart Song Folio (Design, 1958)
- Connee Boswell Sings The Irving Berlin Song Folio (Design, 1958)
- An Evening with Connie Boswell (Pickwick, 1989)
- Deep in a Dream (Harlequin, 1996)
- Heart & Soul (ASV Living Era, 1997)
- Moonlight and Roses (Flare, 2001)
- Singing the Blues (Sepia, 2006)

## Filmografia

### Televisione
- Pete Kelly's Blues - serie TV, 10 episodi (1959)